# Solanum chmielewskii
Solanum chmielewskii är en potatisväxtart som först beskrevs av C.M.Rick, Kesicki, Fobes och M.Holle, och fick sitt nu gällande namn av D.M.Spooner, G.J.A. Solanum chmielewskii ingår i släktet skattor som ingår i familjen potatisväxter. Inga underarter finns listade i Catalogue of Life.